# Pierre-Marie Lec'hvien
 (août 2015).
Pierre-Marie Lec'hvien (1885-1944), religieux breton, né à Ploubazlanec.
Ami et admirateur de l'abbé Perrot, Pierre-Marie Lec'hvien, recteur de Quemper-Guézennec, est assassiné par la Résistance le 10 août 1944. Son neveu est l'abbé Joseph Lec'hvien.

## Publications
- War hent ar ger. Istor tri brizonier breizat e-pad ar brezel bras 1914-1918 skrivet gant unan anezho
- Ofis Sant Erwan. 19 mae : oferenn ha gousperou. Impr. Breiz - Guingamp. 1930.
- Ofis nevez ar galon sakr. Impr. Breiz - Gwengamp. 1930. Nouvel office du Sacré-Cœur
- Ofis ar pentekost. Impr. Breiz - Gwengamp. 1931.
- Ofis Jezuz-Krist roue ar bed. Impr. Breiz - Gwengamp. 1931. Office de Jésus roi de l'univers
- Hent ar groaz.  Moulet gant moulerez « Breiz » e ti Thomas - Gwengamp. 1932.